# Énergie de désintégration
En physique nucléaire, l'énergie de désintégration est l'énergie dégagée par la radioactivité d'une désintégration nucléaire.
Une désintégration peut avoir lieu spontanément lorsqu'elle est exoénergétique: de la masse se transforme en énergie cinétique.

En utilisant la fameuse équation d'Einstein E = mc², on peut exprimer cette énergie comme la différence entre la masse des réactifs et celle des composés chimiques produits par la fission nucléaire :
{\displaystyle E=\Delta mc^{2}}
où {\displaystyle \Delta m=} (masse des réactants) - (masse des produits).